# Arteria cerebral posterior

Arterias de la base del cerebro. El polo temporal del telencéfalo y una porción del hemisferio cerebelar han sido retirados en el lado derecho (mitad izquierda del diagrama). Aspecto inferior (visto desde debajo).

La arteria cerebral posterior es cada una de dos arterias (derecha e izquierda) que se originan en la bifurcación de la arteria basilar. Suministran sangre oxigenada a la cara posterior del lóbulo occipital cerebral en anatomía humana. Nace cerca de la intersección de la arteria comunicante posterior con la arteria basilar y conecta con la arteria cerebral media ipsilateral y la arteria carótida interna por medio de la arteria comunicante posterior.
Se conocen como arterias cerebrales (arteriae cerebri) a las arterias que se distribuyen en la corteza cerebral: cerebral anterior, cerebral media y cerebral posterior.

## Ramas
Según el Diccionario enciclopédico ilustrado de medicina Dorland, 27ª edición, se ramifica en ramas corticales para las regiones temporal y occipital: arteria coroidea posterior, pedículo retromamilar y arteria cuadrigémina.
En la porción terminal o cortical se continúa con las arterias occipitales lateral y media.
- Arteria occipital lateral: Se ramifica en las ramas temporal anterior, temporal intermedia media y temporal posterior. Se distribuye hacia las porciones anterior, medial, intermedia y posterior del lóbulo temporal del cerebro.[1]
- Arteria occipital media: Se ramifica en las ramas dorsal del cuerpo calloso, parietal, parietooccipital, calcarina y occipitotemporal. Se distribuye hacia el dorso del centralis longa.[1]

## Árbol arterial completo en la Terminología Anatómica
La Terminología Anatómica recoge para la arteria cerebral posterior el siguiente árbol:
A12.2.07.083 Porción precomunicante de la arteria cerebral posterior; segmento P1 de la arteria cerebral posterior (pars precommunicalis arteriae cerebri posterioris; segmentum P1 arteriae cerebri posterioris)
- A12.2.07.084 Arterias centrales posteromediales (arteriae centrales posteromediales)
- A12.2.07.085 Arterias circumferenciales cortas (arteriae circumferentiales breves)
- A12.2.07.086 Arteria tálamo-perforante (arteria thalami perforans)
- A12.2.07.087 Arteria collicular (arteria collicularis; arteria quadrigeminalis; segmentum P3 arteriae cerebri posterioris)

A12.2.07.088 Porción postcomunicante de la arteria cerebral posterior; segmento P2 de la arteria cerebral posterior (pars postcommunicalis arteriae cerebri posterioris; segmentum P2 arteriae cerebri posterioris)
- A12.2.07.089 Arterias centrales posterolaterales (arteriae centrales posterolaterales arteriae cerebri posterior)
- A12.2.07.090 Arteria talamogeniculada (arteria thalamogeniculata)
- A12.2.07.091 Ramas coroides posteriores mediales de la arteria cerebral posterior (rami choroidei posteriores mediales arteriae cerebri posterioris)
- A12.2.07.092 Ramas coroides posteriores laterales de la arteria cerebral posterior (rami choroidei posteriores laterales arteriae cerebri posterioris)
- A12.2.07.093 Ramas pedunculares de la arteria cerebral posterior (rami pedunculares arteriae cerebri posterioris)

A12.2.07.094 Arteria occipital lateral; segmento P3 de la arteria cerebral posterior (arteria occipitalis lateralis; segmentum P3 arteriae cerebri posterioris)
- A12.2.07.095 Ramas temporales anteriores de la arteria occipital lateral (rami temporales anteriores arteriae occipitalis lateralis)
- A12.2.07.096 Ramas temporales intermedias de la arteria occipital lateral (rami temporales intermedii arteriae occipitalis lateralis; Rami temporales medii arteriae occipitalis lateralis)
- A12.2.07.097 Ramas temporales posteriores de la arteria occipital lateral (rami temporales posteriores arteriae occipitalis lateralis)

A12.2.07.098 Arteria occipital medial; segmento P4 de la arteria cerebral posterior (arteria occipitalis medialis; segmentum P4 arteriae cerebri posterioris)
- A12.2.07.099 Rama dorsal del cuerpo calloso de la arteria occipital medial (ramus corporis callosi dorsalis arteriae occipitalis medialis)
- A12.2.07.100 Rama parietal de la arteria occipital medial (ramus parietalis arteriae occipitalis medialis)
- A12.2.07.101 Rama parieto-occipital de la arteria occipital medial (ramus parietooccipitalis arteriae occipitalis medialis)
- A12.2.07.102 Rama calcarina de la arteria occipital medial (ramus calcarinus arteriae occipitalis medialis)
- A12.2.07.103 Rama occipitotemporal de la arteria occipital medial (ramus occipitotemporalis arteriae occipitalis medialis)

## Distribución
Distribuye la sangre hacia las siguientes zonas:
- En territorio cortical: cara inferior del temporo-occipital.
- En territorio central: parte posteroinferior del tálamo óptico, rodete del cuerpo calloso y radiaciones callosas posteriores.
- En territorio pedicular: parte interna del pie del pedúnculo cerebral y parte anterior del núcleo rojo y de la calota.[1]

## Origen
El desarrollo de la arteria cerebral posterior en el cerebro fetal se produce relativamente tarde; surge de la fusión de varios vasos embrionarios cerca del polo caudal de la arteria comunicante posterior que irrigan el mesencéfalo y diencéfalo del feto. La arteria cerebral posterior comienza como tal, como continuación de la arteria comunicante posterior en el feto, con solo un 10-30 % de casos con origen basilar importante.
El origen carotídeo fetal de la arteria cerebral posterior normalmente involuciona a medida que las arterias vertebral y basilar se desarrollan y la arteria comunicante posterior reduce su tamaño. En la mayoría de los adultos, la arteria cerebral posterior tiene su origen en la porción anterior de la arteria basilar. Solo alrededor del 19 % de los adultos mantienen una dominancia de la arteria cerebral posterior sobre la arteria comunicante posterior, mientras que el 72 % tienen un origen basilar dominante, y el resto tienen igual importancia o fuentes de suministro de la arteria cerebral posterior exclusivas.

## Patología
Los mecanismos de infarto de la  arteria cerebral posterior son variables e incluyen enfermedad de grandes vasos, enfermedad de pequeño vaso, aterotrombosis de la arteria cerebral posterior o de la basilar o de la vertebral, embolismo, disección y varias otras causas.